# FloraBase
A FloraBase Nyugat-Ausztrália növényvilágának nyilvános, webes adatbázisa. Hiteles, tudományos információt nyújt a 12 978 növénycsoportról, beleértve leírásokat, térképeket, képeket, természetvédelmi státuszukat és nomenklatúrás részleteket. 1272 idegen taxont (meghonosodott gyomnövényt) szintén regisztráltak.
A rendszer olyan adatkészletekből vesz adatokat, mint a „Nyugat-ausztrál növények hivatalos összeszámlálása” és a „Nyugat-ausztrál herbárium” adatbázisai, amelyek több mint 803 000 növényt tartalmaznak.
A FloraBase-t 1998 novemberében hozták létre, és a „Nyugat-ausztrál herbárium” tartja fent, a „Parkok és vadon élő állatok  minisztériuma” keretén belül.
Terjesztési útmutatójában az IBRA 5.1 verziója és a John Stanley Beard-féle növénytani tartományok kombinációját használja.

## Fordítás
- Ez a szócikk részben vagy egészben  a   Florabase című angol Wikipédia-szócikk fordításán alapul.  Az eredeti cikk szerkesztőit annak laptörténete sorolja fel. Ez a jelzés csupán a megfogalmazás eredetét és a szerzői jogokat jelzi, nem szolgál a cikkben szereplő információk forrásmegjelöléseként.